# Taq polymeráza

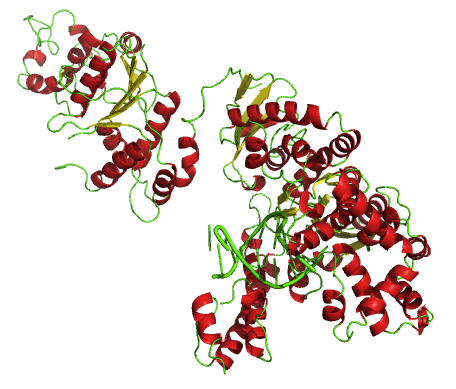
Taq polymeráza navázaná na krátké sekvenci DNA

Taq polymeráza je DNA polymeráza I izolovaná z bakterie Thermus aquaticus. Tato bakterie žije v horkých vřídlech a Taq polymeráza je proto přizpůsobená vysokým teplotám – denaturaci odolává mnohem lépe než běžné bakteriální DNA polymerázy. Díky této vlastnosti je Taq polymeráza s výhodou využívána při polymerázové řetězové reakci (PCR), při níž je totiž potřeba opakovaně vystavovat roztok vysokým teplotám dosahujícím 94 °C.